# Boost Mobile
Boost Mobile è una compagnia di telecomunicazioni wireless australiana e statunitense di proprietà di Dish Wireless.
È stata fondata originariamente come joint venture tra Peter Adderton, Craig Cooper, Kirt McMaster e la Nextel Communications. È stata acquistata da Nextel nel 2003 e, a seguito della fusione tra Sprint Corporation e Nextel, è diventata di proprietà di Sprint nel 2004. Sarebbe poi stata acquistata da Dish Wireless nel luglio 2020 a seguito della fusione tra T-Mobile e Sprint.
Boost Mobile utilizza le reti T-Mobile e AT&T Mobility per fornire i servizi wireless ai propri consumatori negli Stati Uniti. Al terzo trimestre del 2021, Boost Mobile, insieme ai suoi marchi gemelli Ting Mobile, Republic Wireless e Gen Mobile, conta 8,77 milioni di clienti.

## Storia

### Boost Mobile in Australia
Peter Adderton ha fondato Boost Mobile in Australia nel 2000. Optus ha iniziato a concedere in licenza il marchio Boost Mobile nello stesso anno.
Nel 2012, Optus ha concluso il suo rapporto commerciale con Boost. A ottobre, Boost ha annunciato un accordo per rivendere l'accesso a Telstra.
Dopo il 20 gennaio 2013, tutti i clienti Boost esistenti sono stati convertiti in clienti Optus e hanno continuato a ricevere servizi sulla rete Optus.
Il 7 marzo 2013, Boost Tel PTY Limited ha iniziato a offrire prodotti e servizi con il marchio Boost Pre-paid Mobile come MVNO ospitato sulla rete Telstra Next G.
Boost Mobile in Nuova Zelanda era una filiale di Telecom New Zealand. Il marchio Boost Mobile è stato interrotto in Nuova Zelanda a partire da novembre 2007.

### Boost Mobile negli Stati Uniti
Dopo aver fondato Boost Mobile in Australia e Nuova Zelanda nel 2000, Peter Adderton, Craig Cooper e Kirt McMaster hanno portato il marchio Boost Mobile negli Stati Uniti nel 2001 come joint venture con la Nextel. Utilizzando la rete iDEN di quest'ultima, Boost Mobile offriva un servizio push-to-talk illimitato, commercializzato come un solo dollaro al giorno, in un momento in cui i piani di telefonia mobile che offrivano conversazioni illimitate erano ancora rari. Il servizio era inizialmente esclusivo per i mercati nelle aree della California e del Nevada ed era commercializzato verso le minoranze urbane, spesso utilizzando il gergo urbano nelle pubblicità. Alla fine, Nextel divenne l'unico proprietario delle operazioni di Boost negli Stati Uniti nel 2003. Nextel iniziò a espandere il marchio altrove negli Stati Uniti alla fine del 2004.
Sprint Corporation ha acquisito Nextel nel 2005, lasciando Boost Mobile come sussidiaria della società risultante dalla fusione, Sprint Nextel Corporation. Boost Mobile ha continuato a utilizzare la precedente infrastruttura Nextel iDEN per il suo servizio, ma nel 2006 ha iniziato a offrire un nuovo servizio Unlimited by Boost Mobile in mercati selezionati utilizzando la rete CDMA di Sprint, offrendo conversazioni, SMS e Internet illimitati. Sebbene i piani abbiano portato a una crescita significativa per l'azienda, Boost non ha iniziato a passare completamente a CDMA.
Per competere con le offerte illimitate dei concorrenti nel settore wireless, Boost Mobile ha annunciato il 15 gennaio 2009 che avrebbe lanciato un piano mensile illimitato. Il piano è stato accompagnato dal riorientamento del marchio verso una fascia demografica più ampia. Il nuovo piano illimitato ha portato a un guadagno netto di oltre 674.000 clienti in circa tre mesi. Nonostante questo aumento, Nextel ha subìto complessivamente una perdita lorda di abbonati di 1,25 milioni di abbonamenti contrattuali. L'improvviso aumento di popolarità del servizio ha causato una notevole pressione sulla rete Nextel iDEN, poiché molti clienti hanno segnalato ritardi lunghi e talvolta settimanali nella ricezione dei messaggi di testo.
Al CES 2010, Boost Mobile ha annunciato che avrebbe iniziato a offrire un nuovo piano illimitato utilizzando la rete CDMA di Sprint. Sprint acquisirà anche il collega provider wireless prepagato Virgin Mobile USA nel 2010: sia Boost che Virgin Mobile verrebbero riorganizzate in un nuovo gruppo all'interno di Sprint, che comprende i due marchi e altri servizi telefonici senza contratto offerti dalla società.
La società madre di Boost Mobile ha disattivato la rete iDEN il 30 giugno 2013; la maggior parte dei clienti iDEN è stata migrata alla rete Sprint CDMA.
Nel gennaio 2020, Sprint ha interrotto il marchio Virgin Mobile USA e ha trasferito i propri clienti a Boost Mobile.
Il 1 aprile 2020, Sprint si è fusa con T-Mobile, che ha anche annunciato l'intenzione di vendere Boost Mobile a Dish Network.
La vendita è stata completata il 1º luglio. Tutti i nuovi clienti Boost Mobile utilizzeranno la rete T-Mobile, con i restanti clienti Sprint che saranno trasferiti alla rete T-Mobile nel tempo.